# Cmentarz żydowski w Kovanicach
Cmentarz żydowski w Kovanicach – został założony w 1830 roku. 
Służył jako miejsce pochówku w latach 1833–1945. Do naszych czasów zachowało się 250 macew. Wśród pochowanych są dziadkowie Franza Kafki. Przy bramie znajduje się tablica zawierająca informacje na temat historii nekropolii i upamiętniająca ofiary Holocaustu.